# Michael Thelvén
Michael Thelvén, född 7 januari 1961, är en före detta ishockeyspelare.
Han slog igenom som juniorspelare och var med i juniorlandslaget som vann JVM 1981 i Tyskland. Han spelade 7 säsonger med Djurgårdens IF, med vilka han vann SM-guld 1983. 1985 flyttade över till NHL och spelade för Boston Bruins under 5 säsonger och 207 matcher. Han tvingades sluta i förtid på grund av knäproblem, 1990.
Spelade 67 landskamper med Tre Kronor. 1984 deltog han i OS i Sarajevo då Tre Kronor erövrade en bronsmedalj. Samma år spelade han Canada Cup där man förlorade finalen mot Kanada. 1985 spelade han VM i dåvarande Tjeckoslovakien. Han var även med i Canada Cup 1987, en turnering som slutade med en bronsmedalj för det svenska laget.
Han bodde tidigare i Lugano, Schweiz, men bor nu i Florida, USA.

## Meriter
- Junior 20 VM-guld 1981
- SM-guld 1983
- OS-brons 1984
- Canada Cup-silver 1984
- Uttagen i Sveriges All Star Team 1984, 1985
- VM-sexa 1985
- Canada Cup-brons 1987

## Klubbar
- Djurgården Hockey 1978-1985 Elitserien
- Boston Bruins 1985-1990 NHL